# Cuore e batticuore
Cuore e batticuore (Hart to Hart) è una serie televisiva statunitense, creata da Sidney Sheldon. La serie esordì negli Stati Uniti d'America nel 1979 e venne prodotta fino al 1984 per cinque stagioni, esordendo in Italia nel 1981. Ebbe grande successo anche grazie ai suoi tre protagonisti: Robert Wagner e Stefanie Powers che interpretano una coppia ricca e felice che si diletta a investigare, e Lionel Stander, il loro maggiordomo.
Il tema musicale della serie è stato composto da Mark Snow.

## Trama
(Introduzione alla serie recitata da Max il maggiordomo)
Jonathan Hart è l'amministratore delegato di Hart Industries, una multinazionale con base a Los Angeles e sua moglie Jennifer è una giornalista freelance. I due ricchi coniugi vivono una vita nel lusso e, in giro per il mondo, si trovano spesso coinvolti in casi di contrabbando, furto, spionaggio aziendale e internazionale o, più comunemente, omicidio. Nella loro proprietà di Bel Air, sono assistiti da Max, fedele maggiordomo, cuoco e autista, che li aiuta talvolta nei loro casi. 
Hart possiede una Mercedes 300 TD, una convertibile Rolls Royce Corniche verde scuro, e una Mercedes-Benz SL roadster gialla (1979 450 SL, sostituita da un 1981 380 SL) con targhe personalizzate della California rispettivamente 3 HART, 2 HART e 1 HART. La sequenza dei titoli di testa mostra anche Jonathan Hart alla guida di una Dino 246 GTS rossa. Possiedono anche un jet privato che compare all'inizio dei titoli di testa .

## Produzione
Lo sceneggiatore e romanziere Sidney Sheldon in origine aveva scritto una sceneggiatura per la CBS intitolata Double Twist nei primi anni settanta su una coppia di coniugi entrambi spie. La sceneggiatura rimase inutilizzata per diversi anni prima che i produttori Aaron Spelling e Leonard Goldberg decidessero di aggiornare l'idea per una potenziale serie televisiva. Offrirono a Tom Mankiewicz l'incarico di realizzare la sceneggiatura con l'indicazione di aggiornarla per renderla più contemporanea e praticabile per una potenziale serie settimanale. Mankiewicz rielaborò la sceneggiatura originale di Sheldon ribattezzandola Hart to Hart, sottolineando l'aspetto romantico della coppia. Mankiewicz ha anche fatto il suo esordio alla regia con l'episodio pilota, come previsto, e in seguito rimase come consulente creativo.
La scelta iniziale per il ruolo di Jonathan Hart era stata Cary Grant ma questi all'epoca aveva già 75 anni e si era ormai ritirato; si decise di trovare un attore più giovane che potesse incarnare lo stesso stile, gusto e personalità per cui fu scelto Robert Wagner. Inizialmente il ruolo della moglie avrebbe dovuto essere di Natalie Wood, moglie di Wagner, ma Wagner non la ritenne una buona idea e suggerì Stefanie Powers che aveva già lavorato con lui in un episodio della serie It Takes a Thief nel 1970. 
Lionel Stander, dopo un brillante inizio di carriera, accusato di attività comuniste, non trovò più spazio negli Stati Uniti e fu costretto a cercare lavoro in Europa prima di ritornare, ormai settantenne, a recitare nel suo paese. Nel 1983 proprio per il ruolo di Max, ottenne anche un Golden Globe come miglior attore non protagonista in una serie tv.

## Guest Star
- Natalie Wood
- Mimi Rogers
- Martina Navrátilová
- Ray Milland
- Sid Haig
- Julie Newmar
- Fred Dryer
- Frances Bay
- Ed Harris
- Rossano Brazzi
- Abbe Lane
- Adam West
- Robert Englund
- Daniel J. Travanti
- Joe Pantoliano
- Gilbert Roland
- Gloria DeHaven
- René Auberjonois
- Frank Zane

## Episodi
| Stagione         | Episodi | Prima TV USA | Prima TV Italia |
| ---------------- | ------- | ------------ | --------------- |
| Prima stagione   | 23      | 1979–1980    | 1981            |
| Seconda stagione | 20      | 1980–1981    |                 |
| Terza stagione   | 24      | 1981–1982    |                 |
| Quarta stagione  | 22      | 1982–1983    |                 |
| Quinta stagione  | 22      | 1983–1984    |                 |

## Seguito
Dopo la conclusione della serie sono stati realizzati otto film per la televisione che proseguono le vicende dei personaggi:
- Cuore e batticuore - Il ritorno (Hart to Hart Returns) (1993)
- Cuore e batticuore - Va' dove ti porta il cuore (Hart to Hart: Home Is Where the Hart Is) (1994)
- Cuore e batticuore - Crimini del cuore (Hart to Hart: Crimes of the Hart) (1994)
- Cuore e batticuore - I vecchi amici non muoiono mai (Hart to Hart: Old Friends Never Die) (1994)
- Cuore e batticuore - I segreti del cuore (Hart to Hart: Secrets of the Hart) (1995)
- Hart to Hart: Two Harts in 3/4 Time (1995)
- Hart to Hart: Harts in High Season (1996)
- Hart to Hart: Till Death Do Us Hart (1996)